# Corner Peak
Corner Peak är en bergstopp i Antarktis. Den ligger i Västantarktis. Argentina, Chile och Storbritannien gör anspråk på området. Toppen på Corner Peak är 930 meter över havet.
Terrängen runt Corner Peak är huvudsakligen kuperad. Trakten är obefolkad. Det finns inga samhällen i närheten.